# Thomas Welsh (Mediziner)
Thomas Welsh (* 1. Juni 1752 in Charlestown, Province of Massachusetts Bay; † 9. Februar 1831 in Boston, Massachusetts) war ein US-amerikanischer Mediziner.

## Leben
Welsh erwarb 1772 an der Dummer Academy in Byfield, Massachusetts, einen Bachelor. Anschließend begann er an der Harvard University sein Medizinstudium. Im Amerikanischen Unabhängigkeitskrieg versorgte er während der Gefechte von Lexington und Concord (19. April 1775) gemeinsam mit William Eustis die Verwundeten. Nach der verlorenen Schlacht von Bunker Hill (17. Juni 1775) half Walsh, aus der Flucht der unterlegenen amerikanischen Truppen einen geordneten Rückzug nach Cambridge zu organisieren. Ab dem 31. Oktober 1775 war er Militärchirurg im 19. Regiment, ab 1776 gehörte er zum 27. Infanterieregiment der Kontinentalarmee, unter anderem in der Schlacht von Trenton. Am 31. Dezember 1776 verließ Welsh die Armee, um sich in Boston als Arzt niederzulassen.
Thomas Welsh gehörte zu dem familiären Umfeld der einflussreichen US-amerikanischen Familie Adams. Er war an 1777 mit Abigail Kent (1750–1824) verheiratet, einer Cousine 1. Grades von Abigail Adams (1744–1818), der Ehefrau von John Adams (1735–1826). Dessen Enkel Charles Francis Adams, Sr. (1807–1886) und John Adams II (1803–1834) wohnten bei Familie Welsh, während sie zwischen 1817 und 1819 die Boston Latin School besuchten. Außerdem verkehrte Welsh in den besten Bostoner Kreisen um die Familien Brooks, Gorham, Otis und Warren. So sprach er die Eulogie auf Nathaniel Gorham (1738–1796).
1781 gehörte Welsh zu den Gründern der Boston Medical Society, 1782 zu den Gründern der Massachusetts Medical Society, deren Schatzmeister er von 1782 bis 1798 war, Sekretär von 1805 bis 1815 und Vizepräsident von 1815 bis 1923. 1783 wurde Thomas Welsh ausgewählt, eine öffentliche Rede zur Erinnerung an das Massaker von Boston zu halten. 1786 gehörte er zu den Gründern der Massachusetts Humane Society, war ihr erster Sekretär und von 1786 bis 1798 Mitglied ihrer Treuhändergesellschaft. Ab 1793 war Welsh Ehrenmitglied der Boston Marine Society, deren Krankenhaus auf Castle Island er ab 1799 ärztlich leitete. Außerdem war er Konsiliararzt für das Boston Dispensary (heute Tufts Medical Center der Tufts University) und das Massachusetts General Hospital. Er gehörte zu den Herausgebern des Boston Magazine. 1795 wurde Welsh in die American Academy of Arts and Sciences gewählt, deren Schatzmeister er von 1796 bis 1798 war. 1811 erhielt er ein Ehrendoktorat der Harvard University.
Neben seiner ärztlichen Tätigkeit war Welsh auch als Geschäftsmann tätig, musste aber 1802 Bankrott erklären, wovon er sich wirtschaftlich nicht mehr erholte. In der Folge war er mehrfach auf Unterstützung eines Fonds für Veteranen des Unabhängigkeitskrieges angewiesen. Sein Sohn, J. Adams Welsh, ein Bostoner Geschäftsmann, übernahm einen Teil seiner Schulden. Thomas Welsh war aber in der Folge nicht in der Lage, allein den Lebensunterhalt für sich, seine Frau, seine schwachsichtige Tochter Harriet und seinen geistig behinderten Sohn Henry zu bestreiten, sondern war auf wohltätige Unterstützung angewiesen.
Thomas Welsh starb verarmt am 9. Februar 1831 in Boston.